# Kondokro-Djassanou
Kondokro-Djassanou est une localité du centre de la Côte d'Ivoire et appartenant au département de Didiévi, dans la région du Bélier. La localité de Kondokro-Djassanou est un chef-lieu de commune.